# Werner Reiterer (Künstler)
Werner Reiterer (* 25. April 1964 in Leibnitz, Steiermark) ist ein österreichischer Künstler und lebt in Wien.

## Leben und Werk
Werner Reiterer studierte Grafik an der Akademie der bildenden Künste Wien bei Maximilian Melcher. Er ist Mitglied des Grazer Forum Stadtpark und der Wiener Secession. Die Basis seines künstlerischen Schaffens bildet die zeitlich nicht begrenzte Grafikserie der „Gezeichneten Ausstellungen“, einer Serie von jeweils 70 x 50 cm großen Bleistiftzeichnungen, die künstlerische Ideen im weitesten Sinn zum Thema hat und 1996 entstand.
Interventionen im öffentlichen Raum, Skulpturen, Fotografien und technisch aufwendige Installationen, die meistens den Betrachter aktiv in die Arbeit mit einbinden, gehen aus dieser Zeichenserie, die der Künstler als eine Art „Ideenpool“ bezeichnet, hervor.
Aber auch „dreidimensional nicht realisierbare Ideen“ finden in diesem Werkblock der Zeichnung ihren Niederschlag. So haftet den Zeichnungen, in gestalterischer Sicht, ein streng beibehaltener Formalismus an, der sich bei den dreidimensionalen Arbeiten einer nahezu unbegrenzten Verwendung verschiedenster Materialien und Techniken bedient. Nicht der formale Stil ist hier ausschlaggebend, sondern die Etablierung eines „Stils des Denkens“, der vorrangig die Erzeugung von immateriellen, skulpturalen Feldern verfolgt.
Und weil der gesamte künstlerische Ansatz Werner Reiterers sehr nahe am Menschen liegt, können diese Arbeiten auch oft sprechen oder atmen, fordern den Betrachter auf, bestimmte Handlungen zu setzen. Kurzum, die Werke „verhalten sich auf charakterlicher Ebene“ menschenähnlich. Durch die sehr ausgeprägte interaktive Ebene der Arbeiten wird der Mensch nicht nur als „lebendes, skulpturales Material“ aktiv in die Konzeption und Umsetzung des Werks eingebunden, sondern ist auch ein wesentlicher Bestandteil des Werkes.

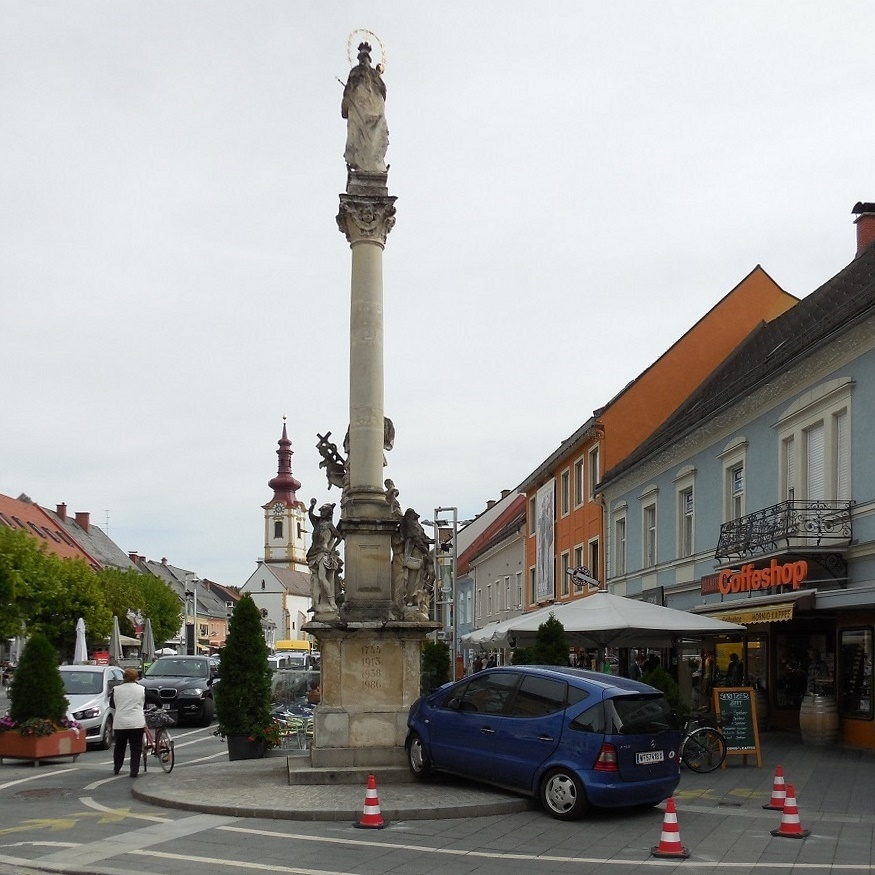
Kunstprojekt „Crash“ am Leibnitzer Hauptplatz (2013)

Weiters realisiert und realisierte Reiterer auch zahlreiche temporäre oder permanente Arbeiten im öffentlichen Raum. Dabei interessiert weniger das Klotzen mit riesigen, für den Außenraum haltbar gemachten Skulpturen, als das Implantieren von skulpturalen Komponenten, die einen Raum neu zu definieren vermögen.

Beispiel: Kunstprojekt „Crash“ am Leibnitzer Hauptplatz: 2013 hat Werner Reiterer im Rahmen des Jubiläums 100 Jahre Stadt Leibnitz ein temporäres Kunstobjekt installiert. Er ließ einen Pkw scheinbar in die zentral am Hauptplatz stehende Mariensäule krachen. Die Aktion kostete 30.000 Euro und wurde vorzeitig beendet, nachdem das Auto am 17. November einem Brandstifter zum Opfer fiel.
Reiterer bezeichnet diesen Modus des Umganges als „einen Platzebo setzen“. Dabei spielt der Terminus Placebo einerseits mit der Idee des medizinischen Placebos, der etwas zu simulieren vermag, was real nicht existiert und andererseits, mit dem künstlerischen Setzen eines Parameters, der in der Wahrnehmung des Betrachters, einen „neuen Platz“ erzeugt.
Werner Reiterer war Mitglied im Deutschen Künstlerbund.
In einem vom Land Steiermark und dem Institut für Kunst im öffentlichen Raum Steiermark am Universalmuseum Joanneum ausgeschriebenen Wettbewerb um die Gestaltung von Skulpturen in Reflexion auf die COVID-19-Pandemie und ihre Auswirkungen wurde sein Entwurf einer im Erdboden versinkenden tonnenschweren Kugel im September 2020 für eines von drei Coronavirus-Denkmäler für die Steiermark ausgewählt. Das CoV-Denkmal soll im Stadtpark in Leibnitz realisiert werden.

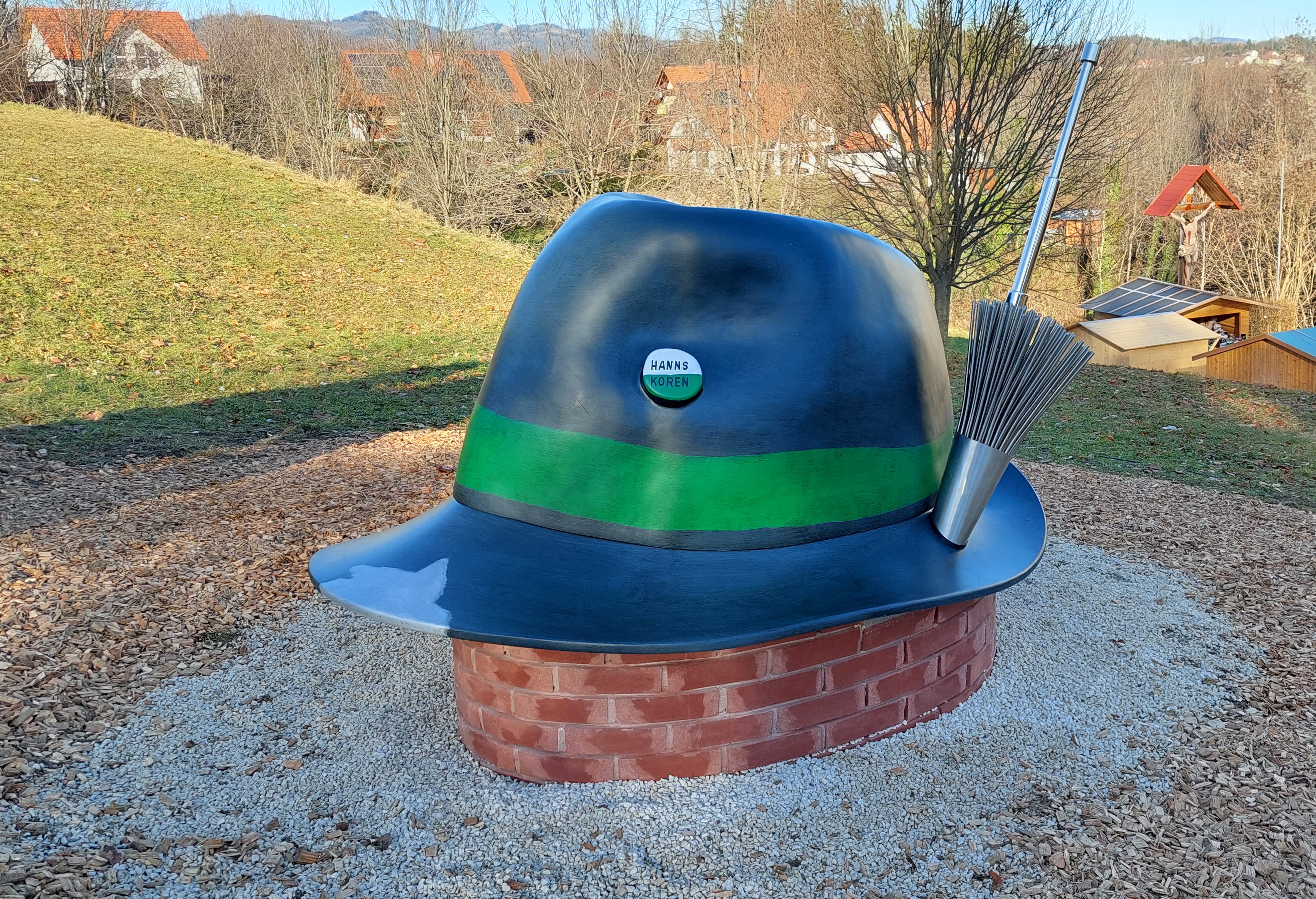
Das im Dezember 2023 enthüllte Denkmal LokalGlobal von Werner Reiterer vor der alten Kirche in Sankt Bartholomä

Im Dezember 2023 wurde ein Denkmal für Hanns Koren in Sankt Bartholomä enthüllt. Aus 33 Einreichungen wurde die Arbeit LokalGlobal von Werner Reiterer ausgewählt.

## Preise und Stipendien (Auswahl)
- 1989 Preis der Mautner-Markhof-Stiftung bei Geist und Form XII, Wien
- 1989 Römerquelle-Entdeckungspreis beim Römerquelle-Kunstwettbewerb
- Köln-Stipendium des Forum Stadtpark, Graz
- 1990 Kunstpreis des Landes Steiermark für zeitgenössische bildende Kunst
- 1992 1. Preis, Internationale Biennale, Kairo
- 1993 New-York Stipendium des BKA.
- 1994 Rom-Stipendium des BKA.
- 1995 Förderungspreis für bildende Kunst der Landeshauptstadt Graz
- 1996 Staatsstipendium für bildende Kunst
- Elisabeth-Schneider-Preis, Freiburg im Breisgau
- 1997 Arbeitsstipendium der Stadt Wien
- 1998/99 London-Stipendium des BKA
- 2002 Kunstpreis der Stadt Graz
- 2003 Preis des Landes Oberösterreich beim 28. Österreichischen Grafikwettbewerb 2003